# Даниловський цвинтар
Дани́ловський цвинтар (рос. Даниловское кладбище) — один із найстаріших цвинтарів Москви, що розташований у Донському районі Південного адміністративного округу, має площу близько 35 гектарів.

## Історія

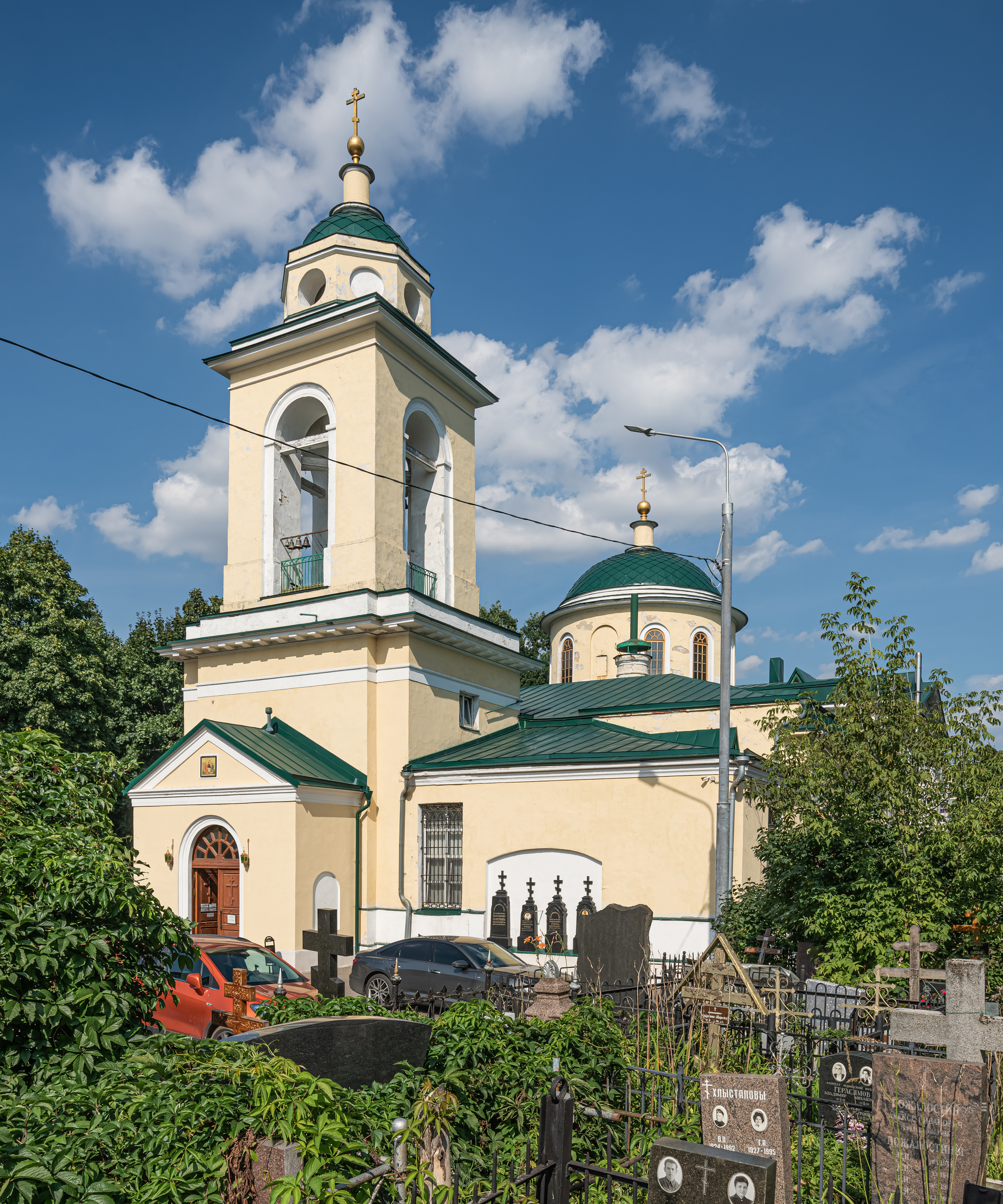
Церква Сходження Святого Духу

Цвинтар заснований у 1771 році, під час епідемії чуми за наказом імператриці Катерини II. Назву отримав від села Даниловського, відомого як Даниловська слобода.
У 1829—1838 роках за проектом архітектора Федора Шестакова та за участю московського купця Семена Логіновича Лепьошкіна замість старої дерев'яної церкви був збудований новий кам'яний храм Сходження Святого Духу. Будівля церкви витримана у стилі ампір. Має два приділи: Семи херсонських мучеників та Успіння Святої Анни. У південно-західному напрямку від неї перебуває церква Миколи Чудотворця, яка була збудована як каплиця — пам'ятник Миколі Гребенському та освячена у 1901 році.
До 1917 року на цвинтарі ховали переважно ремісників, міщан та купців.
У радянські часи цвинтар був одним із місць поховання православного духівництва. З 1940 року ведеться архів з реєстрації похованих. Вважається, що вся інформація до цього часу є втраченою.
У 1965 році збудований меморіал на братській могилі воїнів, загиблих у Другій світовій війні (скульптор А. М. Туманов). На цвинтарі також є велика ділянка для поховань мусульман.

## Відомі особи, поховані на цвинтарі
- Сергій Аверінцев (1937—2004) — російський філолог-славіст, літературознавець
- Бутягіна Варвара Олександрівна (1900—1987) — поетеса, кіносценарист.
- Воронін Валерій Іванович (1939—1984) — радянський футболіст. Футболіст року в СРСР 1964 і 1965 років
- Махмуд Есамбаєв (1924—2000) — радянський артист балету, танцівник, актор
- Матрона Московська (1881—1952) — свята Російської православної церкви (мощі перенесені у Покровський монастир)
- Борис Новиков (1925—1997) — радянський актор кіно
- Павло Третьяков (1832—1898) — меценат, засновник картинної галереї (рештки перенесно до Новодівочого кладовища).
- Георгієвський Василь Тимофійович (1861—1923) — архівіст, статський радник.
- Олена Тяпкіна (1900—1984) — російська актриса
- Галімзян Хусаїнов (1937—2010) — радянський футболіст
- Яковлев Юрій Якович (1922—1995) — радянський і російський письменник, сценарист, драматург, поет. Лауреат Державної премії СРСР (1988)